# Intertel
Intertel是一个成立于1966年的高智商学会，会员被要求在智力测试中达到前1%的水平。它被认为是自20世纪60年代末以来成立的著名高智商学会之一，入会要求比门萨更严格、更排他。

## 历史
Intertel于1966年由拉尔夫·海恩斯（Ralph Haines）创立。他借鉴了门萨创始人罗兰·贝里尔（Roland Berrill）和兰斯洛特·韦尔（Lancelot Ware）的想法，希望创建一个适应天才需求的协会，这种协会除了最低智商要求外，没有其他的入会限制。Intertel是继门萨之后，第二古老的高智商组织。

## 组织与活动
根据其章程中所述的目标之一，Intertel的成员参与关于高智商的研究。
1978年，Intertel为纪念著名心理学家莱塔·斯特特·霍林沃斯（Leta Stetter Hollingworth）并表彰其对天才儿童的研究而设立了国际“霍林沃斯奖”。该奖项每年颁发一次，至少持续到1993年，最初由Intertel赞助，后来由Intertel基金会赞助。

## 知名成员
- Paul Bechly（英语：Paul Bechly）
- Ronald K. Hoeflin（英语：Ronald K. Hoeflin）
- Taibi Kahler（英语：Taibi Kahler）
- Grover Krantz（英语：Grover Krantz）
- Gert Mittring（英语：Gert Mittring）
- Ellen Muth（英语：Ellen Muth）
- Susan Nigro（英语：Susan Nigro）
- Robert Prechter（英语：Robert Prechter）
- Ginny Ruffner（英语：Ginny Ruffner）
- E. Lee Spence（英语：E. Lee Spence）
- Cícero Moraes（英语：Cícero Moraes）